# Mastabat el-Fara'un
Mastabat el-Fara'un (in arabo مصطبة الفرعون‎?, Maṣṭabat al-Firʿawn) è il nome con cui viene comunemente chiamato il complesso funerario di Shepseskaf, sovrano egizio della IV dinastia.

La struttura venne edificata intorno al 2470 a.C. (± 50 anni) a Saqqara sud, nei pressi della più recente (VI dinastia) piramide di Pepi II.
|                |   |   |        |
| \| \| \| \| \| |   |   |        |
|                |   |   |        |
| A51            | s | s | kA · f |

| A51 | s | s | kA · f |

|                |   |   |        |
| \| \| \| \| \| |   |   |        |
|                |   |   |        |
| A51            | s | s | kA · f |

| A51 | s | s | kA · f |

Shepseskaf è purificato

## Il complesso
In un periodo durante il quale avere la piramide come sepolcro reale era una tradizione ormai ben consolidata, Shepseskaf volle come tomba per sé una mastaba di inedite proporzioni (lunga 99,60, larga 74,40 ed alta circa 18 metri) che, seppur con i fianchi inclinati, assomigliava nella forma ad un enorme sarcofago di quell'epoca, costruito con grossi blocchi di pietra calcarea e rivestito di granito oggi scomparso.
Il sepolcro continuava ad avere gli elementi tipici dei complessi piramidali: una rampa processionale di 760 metri, rapidamente completata in mattoni dopo la morte del sovrano, connetteva il tempio funerario al tempio a valle. Al contempo vennero introdotte anche certe innovazioni – la collocazione dei locali interni – che verranno impiegate anche in certi sepolcri d'epoca posteriore (VI dinastia). Un muro in mattoni di fango formava un perimetro a circa 15 metri di distanza dalla struttura principale.
Un edificio morfologicamente simile venne costruito per la regina Khentkaus, sposa di Shepseskaf, nella necropoli di Giza. Questa struttura, dall'altezza di 18 metri, viene spesso citata come "la quarta piramide" o "piramide incompiuta". Va detto che per questa regina venne edificata anche una piramide classica, ad Abusir.

### Perché una mastaba?
Il motivo per cui Shepseskaf si sentì di rompere gli schemi della tradizione piramidale è un mistero sul quale sono state fatte varie ipotesi. Attualmente appare abbastanza probabile una scelta di carattere politico-religioso: durante la IV dinastia il potere del clero solare di Eliopoli era andato crescendo tanto da giungere ad influenzare la scelta dei sovrani stessi del tipo di sepolcro da impiegare. Appare quindi plausibile che Shepseskaf volle sottrarsi a questa ingerenza, rifiutando il simbolo stesso della teologia solare per ritornare all'antico sepolcro in uso nel periodo thinita.